# Anchisaurus
Anchisaurus é um gênero de dinossauro herbívoro e semi-quadrúpede que viveu no início do período Jurássico. Media em torno de 2,4 metros de comprimento, 1 metro de altura e pesava cerca de 27 quilogramas.
O anquissauro viveu na América do Norte e seus fósseis foram encontrados em Connecticut e em Massachusetts, ambos nos Estados Unidos.

## Outras espécies
- Anchisaurus major
- Anchisaurus colurus (Não confirmado)